# PalaTatarella
Il PalaTatarella, denominato PalaFamila per motivi di sponsorizzazione, è il principale palasport della città di Cerignola. Intitolato al politico Giuseppe Tatarella, ospita le partite della locale squadra di pallavolo femminile, la F.L.V. Cerignola, e della squadra di basket maschile BK Mediterranea 92'. 

## Storia
La costruzione di un nuovo palasport si rese necessaria vista la scarsa capienza del vecchio PalaDileo. Il progetto, risalente all’anno 2013, è stato approvato solo nel 2017 dalla nuova amministrazione comunale. I lavori, finanziati dalla catena di supermercati Famila grazie ad una sinergia pubblico/privato, sono partiti nel settembre 2018 e sono stati conclusi in poco più di 11 mesi.
Partiti dall’idea di una capienza sui 3.500 posti, si è scesi poi a 2.000. Durante la costruzione, ci si accorse però di come la capienza effettiva non potesse realmente andare oltre le 800 unità. La spiegazione ufficiosa è da cercarsi in errori in fase progettuale. In virtù di questo si decise di rendere la struttura pronta per un possibile futuro ampliamento dei posti a sedere, da realizzare tramite demolizione dei due muri laterali e la successiva costruzione di due curve. 
Al suo interno presenta 5 spogliatoi, un’infermeria, una biglietteria e un bar, mai entrato in attività perché mai messo a bando dal comune proprietario dell’impianto.  
È dotato di un impianto d’illuminazione a LED che permette un’illuminazione del campo ottimale ed a favore delle riprese televisive, e di un impianto di riscaldamento a pavimento del campo da gioco. 

## Eventi
È stato teatro di varie manifestazioni sportive a carattere locale e internazionale, tra cui la prima edizione del campionato europeo under 21 di pallavolo femminile, che ha visto trionfare l’Italia per 3-2 sulla Serbia.